# 1962년
1962년은 월요일로 시작하는 평년이다.

## 사건
- 1월 1일 -
  - 단기(檀紀)사용을 폐지하고 서력기원(西曆紀元, AD)을 다시 사용하기 시작했다.[1][2]
  - 대한민국에서 만 나이를 도입하고, 이를 법정 나이로 사용하기 시작했다.
- 2월 - 동화약방이 동화약품공업주식회사로 상호 변경.
- 3월 22일 - 대한불교 조계종 종헌 제정
- 3월 26일 - 대한항공공사 창립.
- 5월 30일~6월 17일 - 칠레에서 1962년 FIFA 월드컵이 개최되었다.
- 7월 5일 - 알제리가 프랑스로부터 독립하다.
- 7월 10일 - 미국이 텔스타 1호를 이용하여 첫 텔레비전 위성 방송을 실시하다.
- 8월 6일 - 자메이카가 영국으로부터 독립하다.
- 8월 11일 - 소비에트 연방이 유인 우주선 보스토크 3호 발사.
- 8월 16일 - 비틀즈의 드럼 연주자 피트 베스트가 탈퇴하고 링고 스타가 합류하다.
- 8월 17일 - 대한민국의 장면(張勉) 총리가 반혁명음모 관련 혐의로 불구속 기소되다.
- 8월 30일 - 대한민국이 엘살바도르와 수교.
- 8월 31일 - 대한민국의 사상계 발행인 장준하, 막사이사이상 수상.
- 8월 31일 - 트리니다드토바고가 독립.
- 9월 4일 - 대한민국 증권시장 개장.
- 9월 11일 - 대한민국과 코스타리카와 수교.
- 9월 18일 - 르완다, 부룬디, 트리니다드 토바고, 자메이카가 유엔에 가입하다.
- 9월 25일 - 알제리 민주 인민 공화국 선포.
- 9월 26일 - 일본 후쿠에시에서 화재가 발생.
- 9월 30일 - 대한민국이 파나마와 수교.
- 10월 5일 - 대한민국과 에콰도르, 수교하다.
- 10월 8일 - 알제리 유엔 가입.
- 10월 9일 - 우간다가 독립하다.
- 10월 11일 - 로마 교황 요한 23세가 2차 바티칸 공의회 소집.
- 10월 12일 - 조선민주주의인민공화국과 중국, 국경에 관한 조중 변계 조약 체결.
- 10월 13일 - 한국신문발행인협회(현재의 한국신문협회) 창립(초대 이사장 이준구).
- 10월 14일 - 쿠바 미사일 위기: U-2 정찰기가 쿠바 상공을 정찰하여 소련의 미사일 기지를 찾아내다.
- 10월 22일 - 쿠바 미사일 위기 발발.
- 10월 25일 - 우간다 유엔 가입
- 11월 2일 - 흐루쇼프의 철수로 쿠바 미사일 위기 종식.
- 12월 1일 - 대한민국의 서울특별시에서 마포아파트가 준공되었다.
- 12월 12일 - 대한민국의 강원도 울진군이 경상북도로 이관되었다.
- 12월 17일 - 대한민국에서 대한민국 헌법 제6호로의 헌법 개정을 위한 국민투표가 실시되었다.
- 12월 26일 - 대한민국 헌법 제6호를 공포하였다.
- 12월 27일 - 대한민국 헌법 제6호가 시행되었다.

## 문화
- 1월 15일 - KBS TV(현 KBS 1TV)가 1일 4시간 30분간 정규방송을 실시를 하다.
- 1월 26일 - KBS TV, 개국 이후 첫 드라마 《나도 인간이 되련다》 방송.
- 3월 21일 - TV 중계방송 개시 및 명동 국립극장 개관.
- 5월 14일 - 중소기업협동조합중앙회 설립.

## 탄생

### 1월
- 1월 1일 - 대한민국의 배우 전일범.
- 1월 2일 - 대한민국의 육상 선수 장재근.
- 1월 4일 - 미국의 소설가 할런 코벤.
- 1월 5일 - 대한민국의 전 야구 선수, 현 야구 코치 박흥식.
- 1월 6일
  - 대한민국의 소설가 장정일.
  - 대한민국의 정치인 김홍규.
  - 대한민국의 검사, 정치인 이성윤.
  - 대한민국의 레슬링 선수 김원기. (~2017년)
- 1월 9일 - 대한민국의 배우 정두겸.
- 1월 10일
  - 대한민국의 의학자, 교육자 김진왕.
  - 대한민국의 전 야구 선수, 현 야구 코치 전대영.
  - 대한민국의 축구 감독, 전 축구 선수 최순호.
  - 대한민국의 배우 신복숙.
- 1월 11일 - 대한민국의 가수 고니.
- 1월 14일 - 대한민국의 기업인, 축구 선수 정몽규.
- 1월 15일
  - 대한민국의 배우 이상숙.
  - 이탈리아의 배우 마르게리타 부이.
- 1월 17일
  - 캐나다의 희극인 짐 캐리.
  - 일본의 정치인 아즈미 준.
- 1월 19일 - 대한민국의 배우 박광정. (~2008년)
- 1월 20일 - 일본의 성우 타마가와 사키코.
- 1월 21일
  - 대한민국의 야구 선수 홍순호. (~2022년)
  - 대한민국의 만화가 신일숙.
- 1월 24일 - 대한민국의 야구 선수 이광근.
- 1월 26일
  - 대한민국의 아나운서 강성곤.
  - 대한민국의 의사 주석중. (~2023년)
  - 아르헨티나의 축구 선수 오스카르 루헤리.
- 1월 28일
  - 대한민국의 배우 김영석.
  - 대한민국의 성우 민응식.
- 1월 29일
  - 일본의 만화가 사다모토 요시유키.
  - 팔레스타인의 정치인 이스마일 하니예. (~2024년)
  - 폴란드의 작가 올가 토카르추크.
- 1월 30일
  - 대한민국의 아나운서 전인석.
  - 요르단의 현 국왕 압둘라 2세.

### 2월
- 2월 1일
  - 일본의 음악가 호테이 토모야스.
  - 프랑스의 축구 선수 마뉘엘 아모로스.
  - 일본의 미술가 무라카미 다카시
- 2월 2일 - 대한민국의 정치인 이석기.
- 2월 5일
  - 대한민국의 공무원, 정치인 김용범.
  - 미국의 배우 제니퍼 제이슨 리.
- 2월 6일
  - 미국의 싱어송라이터 액슬 로즈.
  - 노르웨이의 인류학자 토마스 힐란드 에릭슨. (~2024년)
- 2월 7일
  - 대한민국의 군인 김병주.
  - 대한민국의 의사, 질병관리청장 지영미.
  - 아르헨티나의 테너 가수 마르첼로 알바레스.
  - 영국의 배우, 희극인 에디 이저드.
- 2월 8일
  - 대한민국의 언론인, 정치인 허종식.
  - 영국의 기업인 대니얼 레비.
- 2월 9일 - 대한민국의 배우 김홍파.
- 2월 10일
  - 캐나다의 가수, 작사가, 배우, 기업가 알렉스 투.
  - 미국의 전 베이시스트, 작곡가 클리프 버튼.
  - 일본의 배우 히노 사토시.
- 2월 11일 - 대한민국의 가수 겸 작사가 박주연.
- 2월 12일 - 대한민국의 배우 이영재.
- 2월 14일 - 대한민국의 영화 감독 이한열.
- 2월 15일
  - 대한민국의 정치인 김태흠.
  - 대한민국의 성우 이승주.
  - 대한민국의 정치인 하윤수.
- 2월 16일 - 대한민국의 건축가, 대학교수 조남호.
- 2월 17일
  - 미국의 배우 루 다이아몬드 필립스.
  - 중국의 바둑 기사 장주주.
- 2월 19일
  - 대한민국의 기업인 오혁.
  - 대한민국의 야구 선수 김태업. (~2023년)
- 2월 20일
  - 대한민국의 배우 김동석.
  - 프랑스의 육상 선수 피에르 키농. (~2011년)
- 2월 21일 - 미국의 기업인 랜디 러너.
- 2월 22일 - 오스트레일리아의 환경운동가, 방송인 스티브 어윈. (~2006년)
- 2월 23일
  - 일본의 제126대 일왕 나루히토.
  - 대한민국의 유도 선수 안병근.
- 2월 25일 - 대한민국의 성우 지미애.
- 2월 26일 - 대한민국의 정치인 안철수.
- 2월 28일 - 대한민국의 법조인, 정치인 최교일.

### 3월
- 3월 1일 - 대한민국의 언론인 김진수.
- 3월 2일 - 미국의 싱어송라이터 존 본 조비 (본 조비).
- 3월 3일 - 대한민국의 기업인 신태환.
- 3월 5일 - 대한민국의 의원 김영희.
- 3월 8일 - 대한민국의 공학자 김웅용.
- 3월 9일 - 대한민국의 기업인 박정원.
- 3월 10일
  - 일본의 가수 마츠다 세이코.
  - 대한민국의 정치인 송병기.
- 3월 11일 - 소말리아의 정치인, 제9대 대통령 마하메드 압둘라히 마하메드.
- 3월 12일
  - 독일의 전 축구 선수 안드레아스 쾨프케.
  - 미국의 영화감독 크리스 샌더스.
- 3월 14일 - 대한민국의 기자, 언론인 홍석준. (~2011년)
- 3월 15일
  - 대한민국의 기업인 허민회.
  - 대한민국의 사회운동가, 정치인 김도현.
  - 독일의 축구 선수 마르쿠스 메르크.
  - 필리핀의 권투 선수 레오폴도 세란테스. (~2021년)
- 3월 17일
  - 대한민국의 기업인 이국철.
  - 일본의 바둑 기사 히코사카 나오토.
- 3월 19일
  - 대한민국의 정치인 전효선.
  - 몽골의 권투 선수 네르구잉 엥흐바트. (~2022년)
- 3월 21일
  - 대한민국의 법조 겸 세무사 김병준.
  - 미국의 배우 매슈 브로더릭.
  - 미국의 배우, 희극인, 작가 로지 오도널.
- 3월 23일
  - 대한민국의 아나운서 유영미.
  - 일본의 영화감독, 각본가 야마가 히로유키.
- 3월 24일 - 미국의 프로레슬링 선수 디 언더테이커.
- 3월 26일 - 대만계 미국, 대한민국의 배우 나광훈.
- 3월 29일
  - 대한민국의 가수, 배우 정서임.
  - 대한민국의 배우 차영.
  - 미국의 메이저리그 야구 선수 빌리 빈.
  - 이탈리아의 배우 엘레나 소피아 리치.
- 3월 30일
  - 미국의 정치인 마크 베기치.
  - 미국의 래퍼 MC 해머.
- 3월 31일
  - 체코의 작가, 출판인 미할 비벡.
  - 미국의 기업인 스톡턴 러시. (~2023년)

### 4월
- 4월 3일 - 프랑스의 펜싱 선수 소피 모르세피쇼.
- 4월 4일 - 대한민국의 배우 김진호.
- 4월 5일
  - 대한민국의 전 야구 선수, 현 야구 코치 이종두.
  - 러시아의 정치인 키르산 일륨지노프.
- 4월 7일
  - 대한민국의 성우 문관일.
  - 오스트레일리아의 사격 선수 워런 포튼트.
- 4월 9일 - 대한민국의 성우 서혜정.
- 4월 10일 - 대한민국의 배우 이남희.
- 4월 12일 - 일본의 프로레슬링 선수 타카다 노부히코.
- 4월 15일 - 대한민국의 범죄자 김현희.
- 4월 16일 - 미국의 정치인 앤터니 블링컨.
- 4월 18일 - 대한민국의 가수 민해경.
- 4월 21일
  - 대한민국의 전 야구 선수, 현 야구 코치 이상군.
  - 대한민국의 전 축구 선수 및 축구 지도자 최윤겸.
- 4월 22일 - 대한민국의 희극인, 영화배우 지영옥.
- 4월 25일 - 대한민국의 방송인, 기자 하근찬.
- 4월 26일 - 일본의 성우, 배우, 음향감독 츠지타니 코지. (~2018년)

### 5월
- 5월 1일 - 대한민국의 배우 최민수.
- 5월 3일 - 대한민국의 전 야구 선수, 현 야구 감독 김성갑.
- 5월 4일 - 캐나다의 배우 진 윤.
- 5월 5일 - 대한민국의 CCM 가수 박종호.
- 5월 6일  - 대한민국의 서예가 이주형.
- 5월 7일 - 한국의 '배틀트룹스'의 대장 대장
- 5월 8일 - 일본의 배우, 성우 테라소마 마사키.
- 5월 9일
  - 대한민국의 희극인 겸 방송인 김혜영.
  - 대한민국의 기자, 정치인 고주룡.
  - 대한민국의 신학자 유종필.
- 5월 11일 - 대한민국의 민주화 운동가 이내창. (~1989년)
- 5월 13일 - 대한민국의 가수 이광필.
- 5월 14일 - 미국의 배우, 감독, 영화 각본가 대니 휴스턴.
- 5월 15일 - 일본의 전 야구 선수, 현 야구 코치 모토니시 아쓰히로.
- 5월 16일
  - 대한민국의 행정 출신 정치인 맹성규.
  - 대한민국의 가수, 밴드 전태관. (봄여름가을겨울) (~2018년)
- 5월 17일 - 헝가리의 물리학자 크러우스 페렌츠.
- 5월 18일
  - 대한민국의 국회의원 전해철.
  - 대한민국의 축구 감독 윤성효.
- 5월 20일 - 대한민국의 희극인 최양락.
- 5월 24일 - 대한민국의 교육인, 총장 최경희.
- 5월 28일 - 미국의 배우 제임스 마이클 타일러. (~2021년)
- 5월 30일 - 대한민국의 배우 최민식.
- 5월 31일 - 일본의 성우 히다카 노리코.

### 6월
- 6월 1일
  - 대한민국의 배우 김청.
  - 대한민국의 배우 서광재.
  - 대한민국의 정치인 정용기.
  - 카자흐스탄의 전 레슬링 선수 이고리 클리모프.
- 6월 2일
  - 대한민국의 아나운서 김동우.
  - 대한민국의 전 야구 선수, 야구코치 최정우.
- 6월 3일 - 대한민국의 전 유도 선수, 현 대학 교수 하형주.
- 6월 4일 - 대한민국의 피아니스트, 지휘자, 교육자 김대진.
- 6월 5일 - 대한민국의 배우 변영훈. (~1993년)
- 6월 6일
  - 대한민국의 대중음악가 유재하. (~1987년)
  - 일본의 영화감독 고레에다 히로카즈.
- 6월 7일 - 미국의 배우 랜스 레딕. (~2023년)
- 6월 10일
  - 대한민국의 정치인 강달수.
  - 미국의 배우 지나 거숀.
- 6월 11일 - 일본의 성우, 배우, 가수 세키 토시히코.
- 6월 16일
  - 대한민국의 축구 선수, 축구 감독 손웅정.
  - 대한민국의 야구 선수 김대현. (~1988년)
- 6월 18일
  - 대한민국의 배우 이경표. (~2023년)
  - 일본의 프로레슬링 선수 미사와 미쓰하루. (~2009년)
- 6월 19일 - 미국의 가수 폴라 압둘.
- 6월 20일 - 대한민국의 교육인, 칼럼니스트 김진.
- 6월 21일
  - 한국계 러시아의 대중음악가수 빅토르 초이. (~1990년)
  - 대한민국의 전 야구 선수, 현 야구 코치 김용국.
  - 대한민국의 정치인 명현관.
- 6월 22일 - 홍콩의 배우, 영화감독 주성치.
- 6월 24일
  - 인도의 기업인 고탐 아다니.
  - 멕시코의 과학자, 정치인 클라우디아 셰인바움.
- 6월 25일
  - 대한민국의 법률가 이정미.
  - 미국의 연쇄 살인범 앤서니 앨런 쇼어. (~2018년)
- 6월 27일 - 홍콩의 배우, 가수 양조위.
- 6월 29일 - 대한민국의 서예가 신승원.
- 6월 30일 - 카자흐스탄의 전 레슬링 선수 루슬란 벨리예프.

### 7월
- 7월 1일
  - 대한민국의 도시공학자 김수현.
  - 미국의 배우 앤드리 브라우어. (~2023년)
- 7월 3일 - 미국의 영화 배우 톰 크루즈.
- 7월 6일 - 대한민국의 배우 홍진희.
- 7월 7일 - 튀르키예의 배우, 정치가, 영화감독 스르 쉬레이야 왼데르. (~2025년)
- 7월 8일
  - 미국의 가수 조앤 오즈번.
  - 대한민국의 기업인 강원국.
- 7월 9일 - 미국의 금융인, 범죄자 조던 벨퍼트.
- 7월 13일
  - 대한민국의 법조인 김기정.
  - 미국의 성우 톰 케니.
- 7월 15일 - 대한민국의 정치인 김창현.
- 7월 16일 - 대한민국의 배우 안문숙.
- 7월 19일 - 미국의 배우 앤서니 에드워즈.
- 7월 21일 - 대한민국의 배우 진명선.
- 7월 22일
  - 소련의 배우 로만 마댜노프. (~2024년)
  - 미국의 음악가 스티브 알비니. (~2024년)
  - 일본의 만화 스토리 작가, 소설가, 수필가 키바야시 신.
- 7월 23일
  - 대한민국의 배우 선우재덕.
  - 일본의 배우, 가수 미카미 히로시.
- 7월 24일 - 대한민국의 전 야구 선수, 현 야구 코치 김정수.
- 7월 25일
  - 대한민국의 전 야구 선수 김훈기 (~2009년)
  - 대한민국의 정치인 태영호.
  - 대한민국의 문학자 김정훈.
- 7월 26일 - 대한민국의 가수 김헌영.
- 7월 27일 - 대한민국의 성우 함수정.
- 7월 28일 - 대한민국의 엔카·트로트 가수 계은숙.
- 7월 29일 - 일본의 가수 오노 리사.
- 7월 30일 - 세르비아의 축구 선수 네보이샤 부치체비치. (~2022년)
- 7월 31일
  - 대한민국의 배우 유형관.
  - 미국의 배우 웨슬리 스나이프스.

### 8월
- 8월 1일 - 대한민국의 법조인, 정치인 김삼화.
- 8월 2일
  - 대한민국의 성우 김수경.
  - 미국의 전직 배우, 사진가 신시아 대니얼.
- 8월 4일 - 체코의 작가 야힘 토폴.
- 8월 5일
  - 대한민국의 의원 이광호.
  - 미국의 전 농구 선수 패트릭 유잉.
- 8월 6일 - 말레이시아의 배우 양자경.
- 8월 7일 - 일본의 소설가 고바야시 야스미. (~2020년)
- 8월 8일 - 독일의 배우 올리버 슈토코프스키.
- 8월 10일
  - 대한민국의 배우 권태원.
  - 대한민국의 성우 손원일.
- 8월 16일
  - 조선민주주의인민공화국의 축구 감독, 축구 지도자 김광민.
  - 미국의 희극인, 배우 스티브 커렐.
- 8월 18일 - 대한민국의 전 야구 선수 김형석.
- 8월 21일
  - 대한민국의 정치인 김태호.
  - 일본의 범죄자 미야자키 쓰토무. (~2008년)
- 8월 23일 - 대한민국의 공무원 김학도.
- 8월 25일
  - 대한민국의 배우 손병호.
  - 독일의 전 축구 선수 미하엘 초어크.
- 8월 28일
  - 미국의 영화 감독 데이비드 핀처.
  - 대한민국의 배우 박준금.
- 8월 31일 - 미국의 성우 디 브래들리 베이커.

### 9월
- 9월 1일 - 네덜란드의 축구 선수 뤼트 휠릿.
- 9월 2일
  - 일본의 전 야구 감독, 야구 지도자 와다 유타카.
  - 영국의 정치인 키어 스타머.
- 9월 4일
  - 대한민국의 배우 이혜숙.
  - 대한민국의 천주교 성직자 유경촌.
  - 일본의 의학자 야마나카 신야.
- 9월 5일 - 대한민국의 언론인 이규연.
- 9월 6일 - 대한민국의 의원 원성일.
- 9월 7일 - 남아프리카 공화국의 영화배우 클리프 사이먼. (~2021년)
- 9월 8일
  - 대한민국의 배우 최동엽.
  - 독일의 배우 토마스 크레치만.
- 9월 11일
  - 대한민국의 성우 정옥주.
  - 스페인의 전 축구 선수 훌리오 살리나스.
- 9월 13일 - 일본의 성우 에가와 히사오.
- 9월 16일 - 대한민국의 아나운서 서기철.
- 9월 17일
  - 오스트레일리아의 영화 감독 배즈 루어먼.
  - 대한민국의 법조인, 정치인 조응천.
- 9월 20일 - 대한민국의 배우 유태술.
- 9월 21일 - 대한민국의 배우 권재희.
- 9월 23일 - 대한민국의 기업인, 정치인 김경만.
- 9월 24일 - 홍콩의 영화 배우 관지림.
- 9월 25일 - 대한민국의 전 야구 선수, 현 야구 코치 성준.
- 9월 26일
  - 대한민국의 배우 김병세.
  - 미국의 기타리스트 알 피트렐리.
  - 잉글랜드의 싱어송라이터 트레이시 손.
- 9월 27일 - 대한민국의 정치인 원유철.
- 9월 30일 - 네덜란드의 전 축구 선수, 현 축구 감독 프랑크 레이카르트.

### 10월
- 10월 1일 - 미국의 배우 이사이 모랄레스.
- 10월 2일 - 미국의 배우, 희극인, 성우 제프 베넷.
- 10월 6일 - 미국의 생화학자 데이비드 베이커.
- 10월 7일 - 일본의 소설가, 작가 아비코 다케마루.
- 10월 9일
  - 대한민국의 트로트 가수 유미.
  - 대한민국의 공무원 노형욱.
  - 아르헨티나의 축구 선수 호르헤 부루차가.
  - 영국의 육상 선수 피터 엘리엇.
- 10월 10일
  - 대한민국의 시사 평론가 정관용.
  - 대한민국의 판사, 정치인 송기석.
- 10월 11일 - 미국의 배우 조앤 큐잭.
- 10월 13일 - 미국의 영화배우 켈리 프레스턴.
- 10월 14일 - 대한민국의 가수 임재범.
- 10월 16일
  - 러시아의 바리톤 가수 드미트리 흐보로스톱스키. (~2017년)
  - 대한민국의 바둑 기사 김종수.
- 10월 17일 - 대한민국의 가톨릭 사제 이태석. (~2010년)
- 10월 18일
  - 대한민국의 전 배우 박성미.
  - 대한민국의 가수 최유나.
- 10월 19일
  - 대한민국의 법조인, 정치인, 국회의원 유영하.
  - 대한민국의 언론인, 정치인 김종혁.
- 10월 20일 - 대한민국의 기업인 서동욱.
- 10월 21일
  - 대한제국의 고종 황제 증손 이원.
  - 대한민국의 정치인 강수현.
  - 일본의 성우 이토 미키.
- 10월 23일 - 대한민국의 언론인, 정치인 최형두.
- 10월 25일
  - 대한민국의 방송인 윤영미.
  - 대한민국의 정치인 원유철.
  - 프랑스의 배우, 각본가, 작가 크리스틴 시티.
- 10월 26일
  - 대한민국의 전 야구 선수 박노준.
  - 잉글랜드의 배우 케리 엘위스.
- 10월 27일 - 대한민국의 아나운서 강재형.
- 10월 29일
  - 대한민국의 법조인 오석준.
  - 팔레스타인의 정치인 야흐야 신와르. (~2024년)
- 10월 31일 - 일본의 양궁 선수 야마모토 히로시.

### 11월
- 11월 1일 - 대한민국의 정치인 윤한홍.
- 11월 6일
  - 대한민국의 전 가수 김태형.
  - 대한민국의 정치인 이정근.
- 11월 7일 - 대한민국의 법조인 이균용.
- 11월 9일
  - 아르헨티나의 전 축구 선수, 현 축구 감독 세르히오 바티스타.
  - 일본의 정치인 세코 히로시게.
- 11월 10일 - 대한민국의 가수 안상수, 안상진 (수와진).
- 11월 11일
  - 미국의 영화 배우 데미 무어.
  - 대한민국의 배우 최명길.
- 11월 13일 - 일본의 소설가 야마모토 후미오. (~2021년)
- 11월 14일
  - 대한민국의 희극인 양종철. (~2001년)
  - 일본의 성우 코오로기 사토미.
  - 일본의 성우 타나카 아츠코. (~2024년)
  - 대한민국의 성우, 연극배우 최아란.
  - 대한민국의 전 야구 선수 한영준.
  - 미국의 배우 로라 샌 자코모.
- 11월 19일
  - 대한민국의 정치인 박정.
  - 미국의 배우 조디 포스터.
- 11월 20일
  - 대한민국의 대법관 노태악.
  - 중국의 가수, 영부인 펑리위안.
- 11월 22일 - 대한민국의 소프라노 가수 조수미.
- 11월 23일 - 베네수엘라의 대통령 니콜라스 마두로.
- 11월 24일 - 대한민국의 법조인, 정치인 김회재.
- 11월 25일 - 대한민국의 배우 이혜영.
- 11월 26일 - 대한민국의 언론 출신 정치인 진성호.
- 11월 27일
  - 대한민국의 영화 감독 강제규.
  - 대한민국의 언론인 김종진.
  - 폴란드의 펜싱 선수 피오트르 키에우피코프스키.
- 11월 28일
  - 홍콩의 영화 감독 천커신.
  - 미국의 배우, 연극 배우, 텔레비전 배우, 성우 리프 휴튼.
  - 미국의 록 밴드 펄 잼과 사운드가든의 현재 드럼 연주자 맷 캐머런.
- 11월 29일 - 대한민국의 정치인 김현미.

### 12월
- 12월 1일
  - 대한민국의 정치인 윤상현.
  - 일본의 배우 하기와라 사요코.
- 12월 3일
  - 대한민국의 정치인 김경협.
  - 대한민국의 정치인 이원욱.
  - 일본의 배우 진보 사토시.
- 12월 4일 - 러시아의 비밀요원 알렉산드르 리트비넨코. (~2006년)
- 12월 5일 - 아르헨티나의 테너 가수 호세 쿠라.
- 12월 6일 - 대한민국의 희극인 김보화.
- 12월 8일 - 대한민국의 경찰공무원, 정치인 조길형.
- 12월 9일 - 미국의 배우 펄리시티 허프먼.
- 12월 10일 - 대한민국의 정치인 권영진.
- 12월 11일
  - 대한민국의 전 아나운서 신현숙.
  - 미국의 배우 벤 브라우더.
- 12월 12일
  - 대한민국의 정치인 우상호.
  - 미국의 전 프로 테니스 선수 트레이시 오스틴.
- 12월 13일 - 대한민국의 정치인 양혜령.
- 12월 14일 - 대한민국의 방송인 서정희.
- 12월 15일
  - 대한민국의 여성청년사회운동가 겸 의회정치가 이경옥.
  - 대한민국의 배우 조영진.
- 12월 17일 - 대한민국의 성우 정현숙.
- 12월 20일 - 대한민국의 의학자 강대희.
- 12월 22일
  - 영국의 배우 레이프 파인스.
  - 영국의 영화 제작자, 프로듀서 라이어널 위그럼.
- 12월 23일
  - 베트남, 프랑스의 영화 감독 쩐아인훙.
  - 대한민국의 배우 김홍수.
- 12월 24일 - 미국의 패션 디자이너 케이트 스페이드. (~2018년)
- 12월 25일
  - 대한민국의 성우 정미숙.
  - 대한민국의 가수, 싱어송라이터 박정운. (~2022년)
  - 대한민국의 정치인 김종률. (~2013년)
  - 일본의 성우 나카무라 다이키.
- 12월 28일 - 대한민국의 배우 최수종.
- 12월 31일 - 미국의 정치인 제프 플레이크.

### 미상
- 대한민국의 기업인 김광수. (~2018년)
- 일본인의 비교문학자 김문학.
- 대한민국의 기업인 김성수.
- 대한민국의 사회학자 김찬호.
- 대한민국의 기자 방석준.
- 대한민국의 민주화 운동가 이내창. (~1989년)
- 대한민국의 외교관, 제6대 외교부 제2차관 이도훈.
- 대한민국의 공무원 이인호.
- 대한민국의 가수 장기호.
- 중국의 영화배우, 무술감독 설춘위. (~2011년)
- 일본의 만화가 야마카와 나오토.
- 트레이시 슈발리에.
- 일본의 정치인 후쿠야마 데쓰로.
- 일본의 연쇄 살인범 히다카 히로아키. (~2006년)
- 대한민국의 기업인 김나윤.
- 대한민국의 조정 선수 김영희.
- 대한민국의 경상남도 밀양시의원 김정원.
- 대한민국의 탁구 감독 김형석.
- 대한민국의 군인. 제43대 국군기무사령관(2017~2018), 육군본부 정책연구관 이석구.
- 대한민국의 배구 감독 이승현.
- 대한민국의 금융인 이종우. (~2023년)
- 대한민국의 정치외교학자 겸 대학 교수 및 저술가 이해영.
- 일본의 야구 선수 사토 히로시.

## 사망

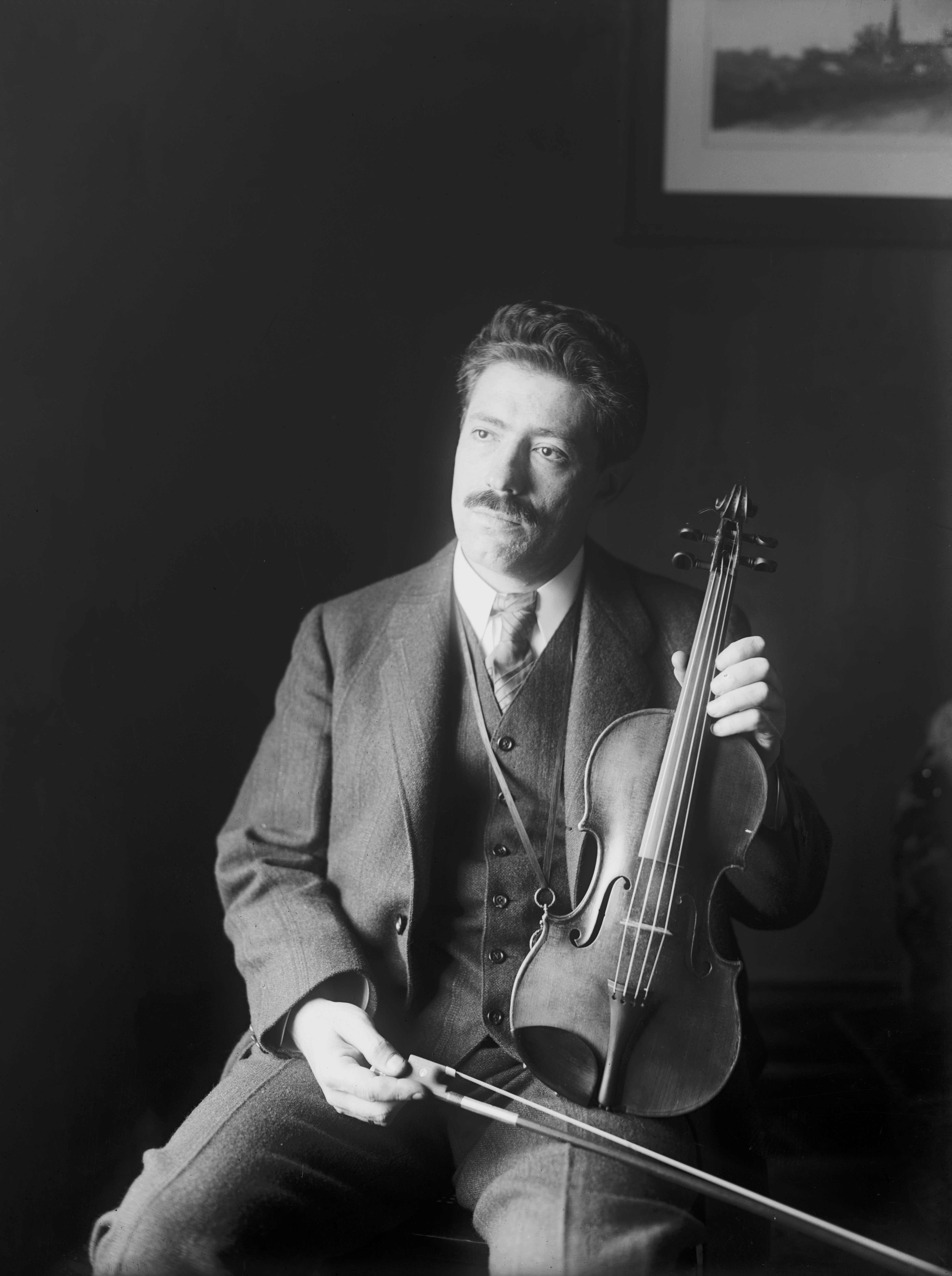
프리츠 크라이슬러

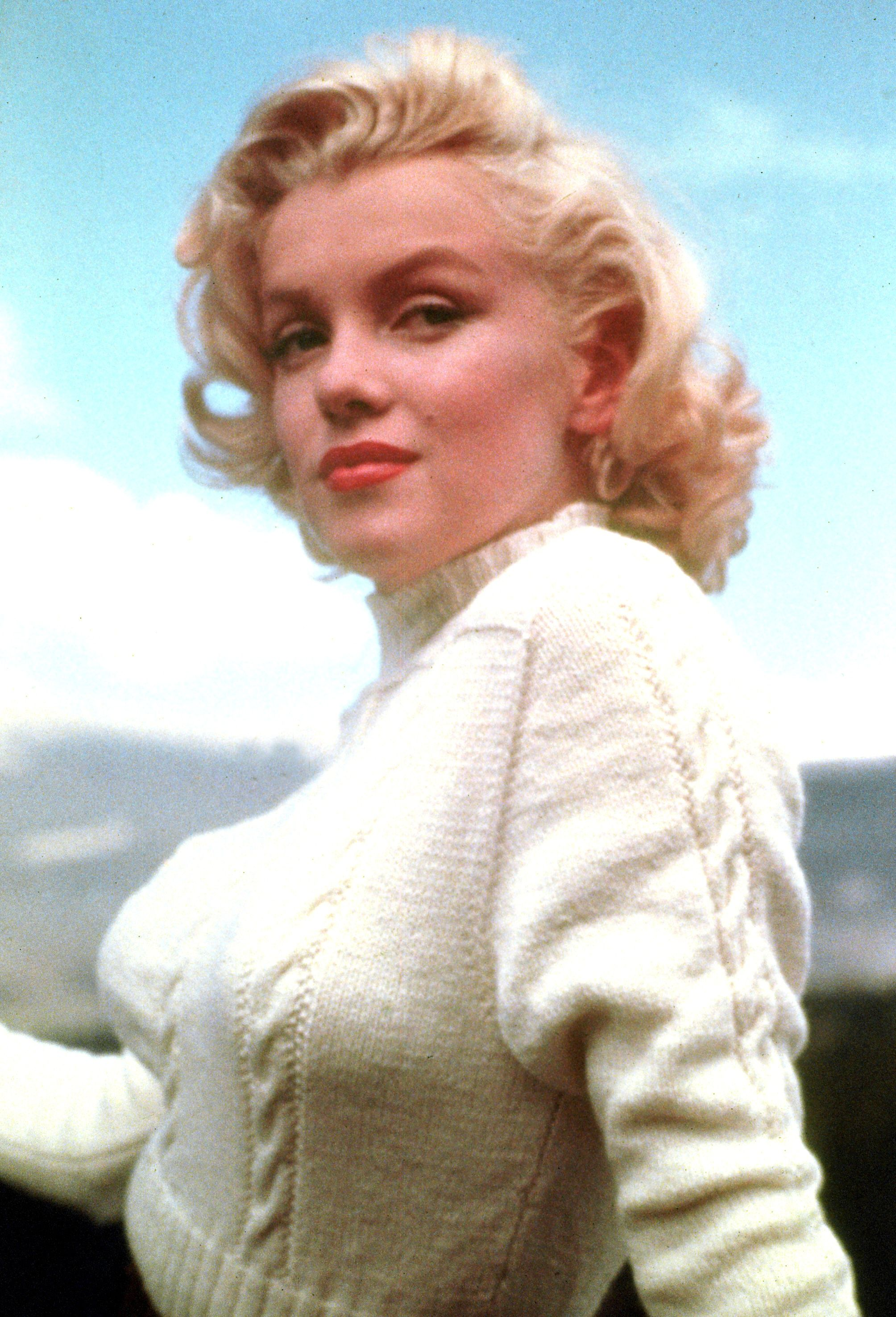
마릴린 먼로

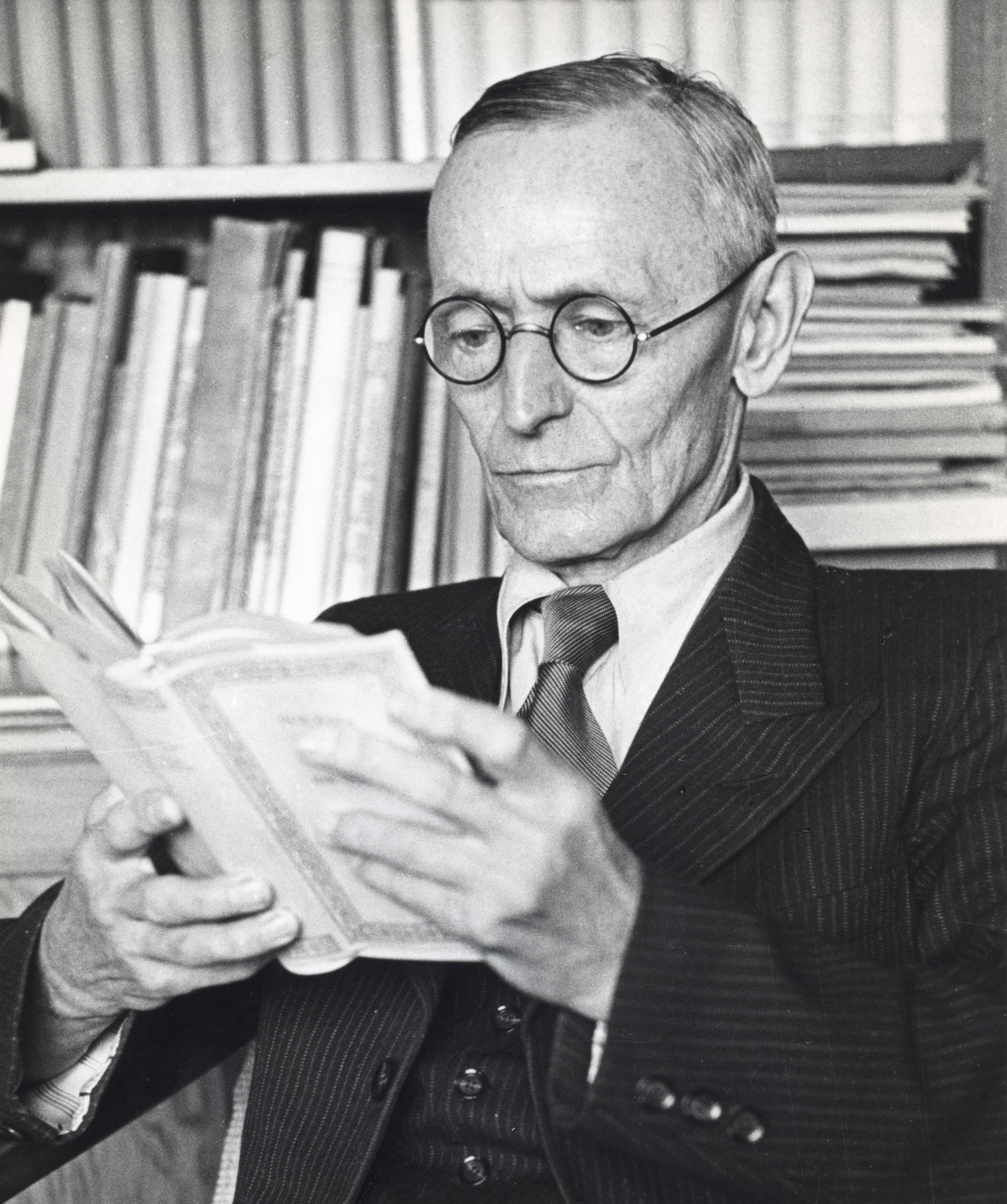
헤르만 헤세

- 1월 24일 - 원불교 2대 종법사 정산 송규종사. (1900년~)
- 1월 29일 - 오스트리아 출신의 미국 바이올리니스트 프리츠 크라이슬러. (1875년~)
- 2월 5일 - 프랑스의 작곡가 자크 이베르. (1890년~)
- 5월 10일 - 대한민국의 독립운동가 김창숙. (1879년~)
- 8월 5일 - 미국의 배우, 모델 마릴린 먼로. (1926년~)
- 8월 9일 - 독일 출신의 스위스 시인, 소설가 헤르만 헤세. (1877년~)
- 8월 26일 - 캐나다의 탐험가 빌햐울뮈르 스테파운손. (1879년~)
- 11월 28일 - 네덜란드의 여왕 빌헬미나. (1890년~)

## 노벨상
- 문학상: 존 스타인벡
- 물리학상: 레프 다비도비치 란다우
- 생리학 및 의학상: 프랜시스 크릭, 제임스 D. 왓슨, 모리스 윌킨스.
- 평화상: 라이너스 폴링
- 화학상: 맥스 퍼루츠, 존 켄드루

## 달력
| 1월 |    |    |    |    |    |    |
| 일  | 월 | 화 | 수 | 목 | 금 | 토 |
|     | 1  | 2  | 3  | 4  | 5  | 6  |
| 7   | 8  | 9  | 10 | 11 | 12 | 13 |
| 14  | 15 | 16 | 17 | 18 | 19 | 20 |
| 21  | 22 | 23 | 24 | 25 | 26 | 27 |
| 28  | 29 | 30 | 31 |    |    |    |

| 2월 |    |    |    |    |    |    |
| 일  | 월 | 화 | 수 | 목 | 금 | 토 |
|     |    |    |    | 1  | 2  | 3  |
| 4   | 5  | 6  | 7  | 8  | 9  | 10 |
| 11  | 12 | 13 | 14 | 15 | 16 | 17 |
| 18  | 19 | 20 | 21 | 22 | 23 | 24 |
| 25  | 26 | 27 | 28 |    |    |    |

| 3월 |    |    |    |    |    |    |
| 일  | 월 | 화 | 수 | 목 | 금 | 토 |
|     |    |    |    | 1  | 2  | 3  |
| 4   | 5  | 6  | 7  | 8  | 9  | 10 |
| 11  | 12 | 13 | 14 | 15 | 16 | 17 |
| 18  | 19 | 20 | 21 | 22 | 23 | 24 |
| 25  | 26 | 27 | 28 | 29 | 30 | 31 |

| 4월 |    |    |    |    |    |    |
| 일  | 월 | 화 | 수 | 목 | 금 | 토 |
| 1   | 2  | 3  | 4  | 5  | 6  | 7  |
| 8   | 9  | 10 | 11 | 12 | 13 | 14 |
| 15  | 16 | 17 | 18 | 19 | 20 | 21 |
| 22  | 23 | 24 | 25 | 26 | 27 | 28 |
| 29  | 30 |    |    |    |    |    |

| 5월 |    |    |    |    |    |    |
| 일  | 월 | 화 | 수 | 목 | 금 | 토 |
|     |    | 1  | 2  | 3  | 4  | 5  |
| 6   | 7  | 8  | 9  | 10 | 11 | 12 |
| 13  | 14 | 15 | 16 | 17 | 18 | 19 |
| 20  | 21 | 22 | 23 | 24 | 25 | 26 |
| 27  | 28 | 29 | 30 | 31 |    |    |

| 6월 |    |    |    |    |    |    |
| 일  | 월 | 화 | 수 | 목 | 금 | 토 |
|     |    |    |    |    | 1  | 2  |
| 3   | 4  | 5  | 6  | 7  | 8  | 9  |
| 10  | 11 | 12 | 13 | 14 | 15 | 16 |
| 17  | 18 | 19 | 20 | 21 | 22 | 23 |
| 24  | 25 | 26 | 27 | 28 | 29 | 30 |

| 7월 |    |    |    |    |    |    |
| 일  | 월 | 화 | 수 | 목 | 금 | 토 |
| 1   | 2  | 3  | 4  | 5  | 6  | 7  |
| 8   | 9  | 10 | 11 | 12 | 13 | 14 |
| 15  | 16 | 17 | 18 | 19 | 20 | 21 |
| 22  | 23 | 24 | 25 | 26 | 27 | 28 |
| 29  | 30 | 31 |    |    |    |    |

| 8월 |    |    |    |    |    |    |
| 일  | 월 | 화 | 수 | 목 | 금 | 토 |
|     |    |    | 1  | 2  | 3  | 4  |
| 5   | 6  | 7  | 8  | 9  | 10 | 11 |
| 12  | 13 | 14 | 15 | 16 | 17 | 18 |
| 19  | 20 | 21 | 22 | 23 | 24 | 25 |
| 26  | 27 | 28 | 29 | 30 | 31 |    |

| 9월 |    |    |    |    |    |    |
| 일  | 월 | 화 | 수 | 목 | 금 | 토 |
|     |    |    |    |    |    | 1  |
| 2   | 3  | 4  | 5  | 6  | 7  | 8  |
| 9   | 10 | 11 | 12 | 13 | 14 | 15 |
| 16  | 17 | 18 | 19 | 20 | 21 | 22 |
| 23  | 24 | 25 | 26 | 27 | 28 | 29 |
| 30  |    |    |    |    |    |    |

| 10월 |    |    |    |    |    |    |
| 일   | 월 | 화 | 수 | 목 | 금 | 토 |
|      | 1  | 2  | 3  | 4  | 5  | 6  |
| 7    | 8  | 9  | 10 | 11 | 12 | 13 |
| 14   | 15 | 16 | 17 | 18 | 19 | 20 |
| 21   | 22 | 23 | 24 | 25 | 26 | 27 |
| 28   | 29 | 30 | 31 |    |    |    |

| 11월 |    |    |    |    |    |    |
| 일   | 월 | 화 | 수 | 목 | 금 | 토 |
|      |    |    |    | 1  | 2  | 3  |
| 4    | 5  | 6  | 7  | 8  | 9  | 10 |
| 11   | 12 | 13 | 14 | 15 | 16 | 17 |
| 18   | 19 | 20 | 21 | 22 | 23 | 24 |
| 25   | 26 | 27 | 28 | 29 | 30 |    |

| 12월 |    |    |    |    |    |    |
| 일   | 월 | 화 | 수 | 목 | 금 | 토 |
|      |    |    |    |    |    | 1  |
| 2    | 3  | 4  | 5  | 6  | 7  | 8  |
| 9    | 10 | 11 | 12 | 13 | 14 | 15 |
| 16   | 17 | 18 | 19 | 20 | 21 | 22 |
| 23   | 24 | 25 | 26 | 27 | 28 | 29 |
| 30   | 31 |    |    |    |    |    |

### 음양력 대조 일람
| 음력월 | 월건 | 대소 | 음력 1일의 양력 월일 | 음력 1일 간지 |
| ------ | ---- | ---- | -------------------- | ------------- |
| 1월    | 임인 | 소   | 2월 5일              | 갑술          |
| 2월    | 계묘 | 대   | 3월 6일              | 계묘          |
| 3월    | 갑진 | 소   | 4월 5일              | 계유          |
| 4월    | 을사 | 소   | 5월 4일              | 임인          |
| 5월    | 병오 | 대   | 6월 2일              | 신미          |
| 6월    | 정미 | 소   | 7월 2일              | 신축          |
| 7월    | 무신 | 대   | 7월 31일             | 경오          |
| 8월    | 기유 | 대   | 8월 30일             | 경자          |
| 9월    | 경술 | 소   | 9월 29일             | 경오          |
| 10월   | 신해 | 대   | 10월 28일            | 기해          |
| 11월   | 임자 | 대   | 11월 27일            | 기사          |
| 12월   | 계축 | 소   | 12월 27일            | 기해          |